# Jean Milcent
Pour les articles homonymes, voir Milcent.
Jean Milcent, né le 8 février 1900 à Saint-Jean-de-Monts (Vendée) et mort le 3 mars 1981 à Troyes (Aube), est un homme de lettres et homme politique français.

## Biographie
Candidat en deuxième position sur la liste gaulliste aux élections législatives de novembre 1946, il succède le 23 février 1951 à Charles Desjardins comme député du département de l'Aisne. Il ne siège que quelques semaines, et ne se représente pas aux élections de juin 1951.